# Chronologie de Metz
Ville bimillénaire, Metz, commune la plus peuplée de Lorraine en 2015, déjà connue durant l'Antiquité sous le nom latin de Divodurum Mediomatricorum, jouit d'une importante diversité architecturale et culturelle. Cet article tente de recenser au mieux la chronologique, par date, des événements de la ville.

## Avant leXIXesiècle
- Aqueduc de Gorze à Ars-sur-Moselle.Ier – IIe siècle - Construction de l'Aqueduc de Gorze à Metz[1].

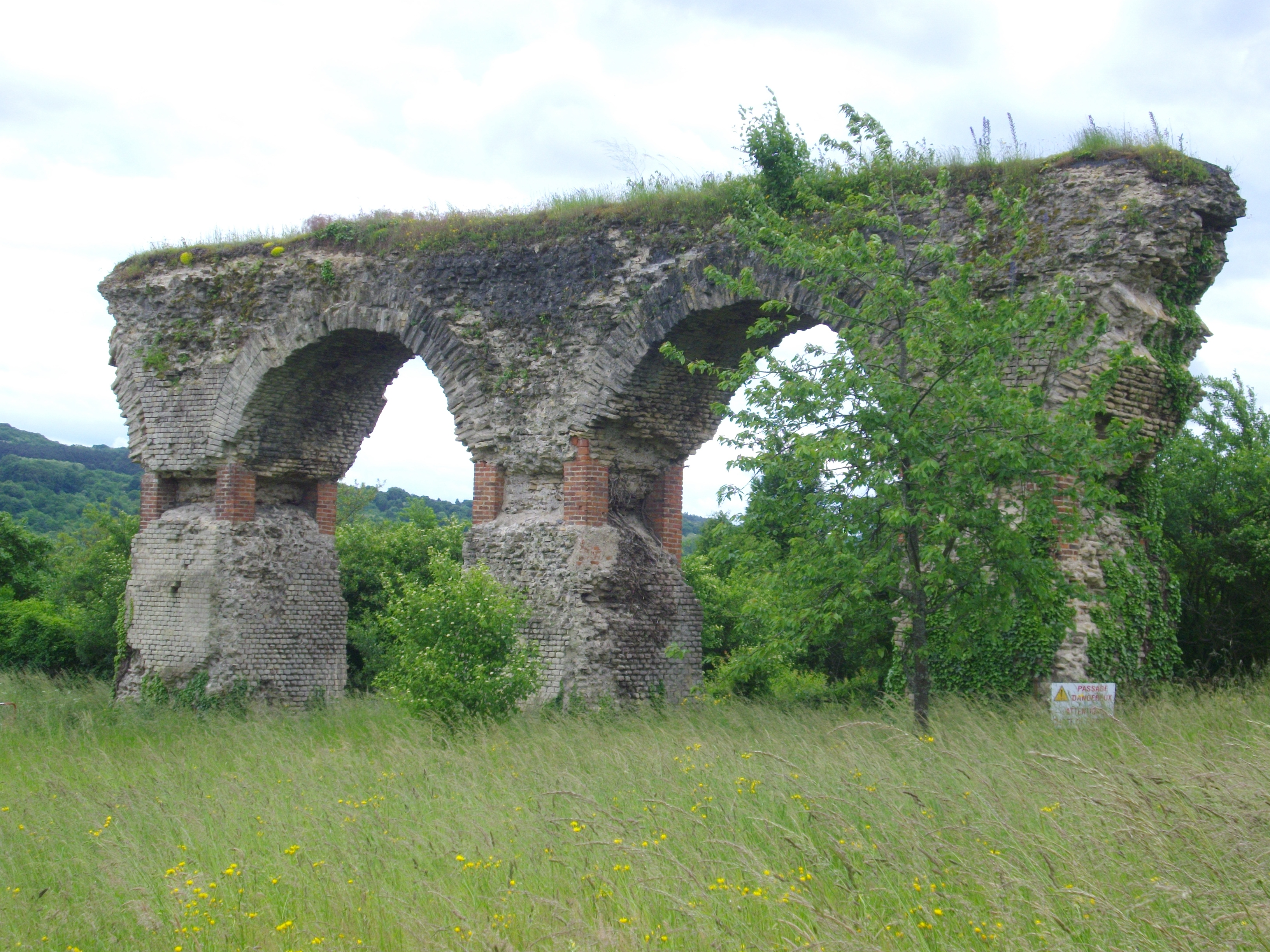
Aqueduc de Gorze à Ars-sur-Moselle.

- IIe – IIIe siècle - Création du Diocèse de Metz (date approximative)[2].
- 253 - siège de Metz par des Alamans[3].
- 352 - siège de Metz par des Alamans[3].
- 406 ou 407 - siège de Metz par des Vandales et des Alains[3].
- 451 - siège de Metz, puis mise à sac, par les hordes d'Attila le Hun.
- VIe siècle : Metz devient la capitale d'Austrasie[4].
- 768 - Metz entre dans l'Empire carolingien.
- 843 - Metz entre dans la Francie médiane[5].
- 863 - Tenue d'un conseil religieux à Metz[6].
- 1009-1013 - Guerre des investitures de Metz et Trèves et siège de Metz par les troupes de Thierry Ier de Lorraine et par les troupes de l'empereur Henri II ;
- 1130 - Construction de l'église Notre Dame de la Ronde[7].
- XIIIe siècle
  - Metz devient Ville libre du Saint Empire Romain.
  - Début de la construction des remparts médiévaux de Metz et de la Porte des Allemands.
- 1220 - Fin de la construction de la Chapelle des Templiers.
- 1221 -  Guerre de succession du comté de Metz et siège de la cité par les troupes champenoises de Thibaud IV .
- 1324 - Guerre des quatre seigneurs et siège de la ville par les troupes de Jean Ier de Bohême, Baudouin de Luxembourg, Édouard Ier de Bar et Ferry IV de Lorraine.
- 1343 - Fin de la construction du Pont des Morts[8].
- 1356 - Diète de Metz avec promulgation de la Bulle d'or.
- 1371 - siège de Metz par les troupes de Jean Ier de Lorraine.
- 1400 - Installation d'une horloge publique (date approximative)[9].
- 1427 - Construction de la flèche de la Cathédrale de Metz[7].
- 1428 - Guerre de la hottée de pommes et siège de Metz par les troupes de Charles II de Lorraine, René Ier d'Anjou et Bernard Ier de Bade.
- 1437 - Début des travaux de construction de la Tour Camoufle.
- 1444 - siège de Metz par les troupes de René d'Anjou et de Charles VII[10].
- 1473 - siège de Metz par les troupes de Nicolas de Lorraine.
- 1482 - Mise en service d'une presse typographique[11].
- 1489 - siège de Metz par les troupes de René II de Lorraine.
- 1518 - siège de Metz par les troupes de Franz von Sickingen et rançonnement de la ville.
- 1552
  - Signature du Traité de Chambord, la ville passe sous protectorat français.

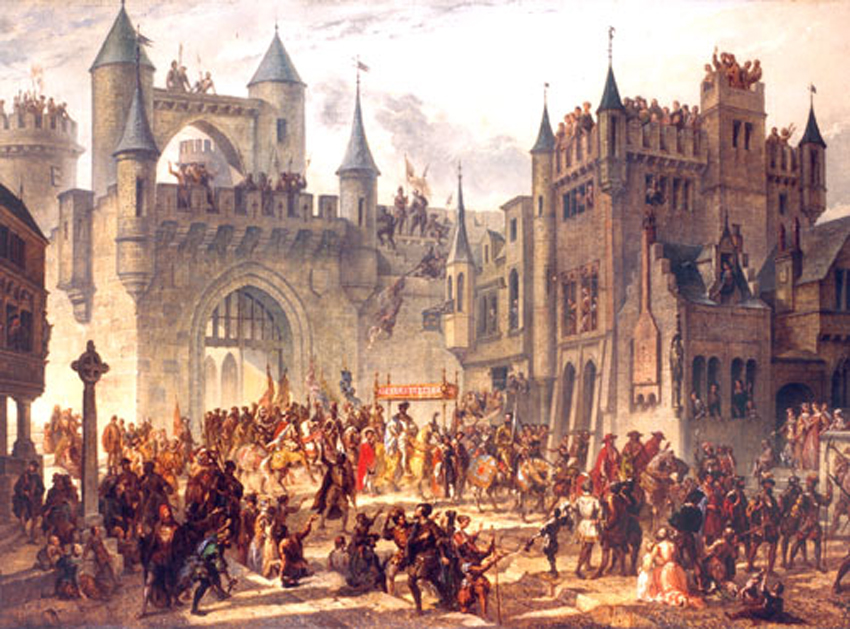
Entrée d'Henri II dans la ville par la porte Serpenoise qu'il fera plus tard raser pour l'édification de la citadelle.

  - Entrée d'Henri II dans la ville par la porte Serpenoise qu'il fera plus tard raser pour l'édification de la citadelle.siège de la cité par l'armée impériale de Charles Quint[10].
- 1560 - Construction du Magasin aux vivres de Metz (édifice militaire).
- 1561 - Démolition de la Porte Serpenoise[8].
- 1564 - Construction de la Citadelle de Metz.
- 1613 - Publication du droit coutumier local[12].
- 1633 - Création du Parlement de Metz.
- 1648 - Metz devient juridiquement française après le Traité de Westphalie.
- 1731 - Début de la construction du Fort de Bellecroix[7].
- 1733 - Construction de l'hôpital du Fort Moselle.
- 1743 - Fin des travaux de construction de la Préfecture de Metz, ancien hôtel de l'intendance.
- 1744 - Visite de Louis XV[13].
- 1752 - Ouverture de l'Opéra, place de la comédie.
- 1757 - Fondation de l'Académie nationale de Metz ou "Société Royale des Sciences et des Arts de Metz"[14].
- 1777 - Construction du Palais de Justice.
- 1787 - Fin des travaux de l'Église des Trinitaires.
- 1790 - Metz intègre le département de la Moselle[15].
- 1793 - La population atteint 36 878 personnes.
- 1794 - Création de l'École d'application de l'artillerie et du génie d'application de l'artillerie et du génie (école militaire).

## XIXesiècle
- 1814 - siège de Metz par les troupes prussiennes et russes de la Sixième Coalition.
- 1816 - Ouverture des jardins de l'Esplanade de Metz.
- 1821 - La population atteint 42 030 personnes.
- 1831 - Ouverture du Marché Couvert.
- 1835 - Création du Conservatoire de Metz.
- 1844 - 30 mars: naissance de Paul Verlaine.
- 1850 - Construction de la Synagogue de Metz.
- 1851 -Ouverture de la ligne de chemin de fer reliant Réding à Metz.
- 1854 - Ouverture de la Ligne de Metz–Luxembourg.
- 1861 - Tenue de l'Exposition Universelle à Metz.
- 1864 - Construction de l'Arsenal.
- 1866 - La population atteint 54 817 personnes[16].
- 1868 - Création de la Brasserie Amos.
- 1870
  - Construction du Fort de Plappeville et du Fort de Queuleu.
  - Siège de Metz par les forces prussiennes durant la guerre franco-prussienne[5].
- 1871
  - 10 mai: Metz est annexée par l'Allemagne lors de la signature du Traité de Francfort (1871)[10].
  - Metz devient membre du territoire impérial d'Alsace-Lorraine.
- 1872 - Création de l'École de guerre de Metz.
- 1877 - Ouverture de la ligne de chemin de fer reliant Lérouville à Metz-ville.
- 1878 - Construction de l'Ancienne gare de Metz.
- 1881 - Construction du Temple de Garnison[5].

## XXesiècle
- 1901 - Construction de l'Usine d'électricité de Metz au Pontiffroy.
- 1903
  - Reconstruction de la Porte Serpenoise.
  - Visite de l'Empereur allemand Guillaume II.
- 1905
  - Construction du Palais du Gouverneur de Metz.
  - La population atteint 60 419 personnes[17].
- 1906 - Intégration de Plantières Queuleu à la ville de Metz.
- 1907 - Intégration de Devant-les-Ponts à la ville de Metz.
- 1908 - Construction de la Gare de Metz-Ville et du Groupe fortifié Jeanne d'Arc.
- 1910 - Intégration du Sablon à la ville de Metz.
- 1911
  - Construction de l'Hôtel des Postes de Metz.
  - La population atteint 68 598 personnes[18].
- 1918 - Rattachement de Metz à la France[19].
- 1919 - Premières publications du journal Le Républicain Lorrain.
- 1923 - Ouverture du Stade Saint-Symphorien.
- 1932 - Création du Football Club de Metz.
- 1936 - La population atteint 83 119 personnes.
- 1940 - Annexion de la Moselle par l'Allemagne.
- 1944  Bataille de Metz et siège de la ville par l'armée américaine durant la Seconde Guerre mondiale.
  - 6 septembre : début des combats autour de Mars-la-Tour et Gravelotte, au nord-est de Metz[20].
  - 6 - 10 septembre : échec de l'attaque américaine pour traverser la Moselle à Dornot[20].
  - 11 septembre : attaque américaine dans le secteur d’Arnaville, établissant une tête de pont sur la Moselle[20].
  - 26 septembre: attaque aérienne massive des américains sur six des forts de Metz[20].
  - 27 septembre: combats autour du Groupe fortifié Driant[21].
  - 18 - 22 novembre: derniers combats dans Metz avant la Libération[20].
  - 6 - 7 décembre: reddition du groupe fortifié du Saint-Quentin et du fort de Plappeville[20].
  - 13 décembre: reddition du Groupe fortifié Jeanne-d'Arc. Fin de la bataille de Metz[20].
- 1947 - Décembre: Inondations.
- 1954 - La population atteint 85 701 personnes.
- 1960 - Création de l'établissement culturel Les Trinitaires.
- 1961 - Borny, Magny, et Vallières-lès-Metz rejoignent la commune de Metz.
- 1962 - 102 771 personnes vivent à Metz.
- 1970 - Création de "La Renaissance du vieux Metz" (club d'histoire)[22].
- 1971 - Élection de Jean-Marie RauschJean-Marie Rausch au poste de maire.
- 1973 - Création du Marathon de Lorraine[23].
- 1975 - Création du Groupe Histoire et patrimoine lorrain (club d'histoire)[24].
- 1977 - Construction des Bibliothèques-médiathèques de Metz au Pontiffroy.
- 1979 -  Tenue de Congrès nationale du Parti Socialiste à Metz.
- 1980 - Ouverture du tournoi de tennis de L'Open de Moselle.
- 1982 - Metz intègre la Région Lorraine.
- 1983 - Ouverture du Technopôle.
- 1989 - Ouverture de l'Arsenal de Metz.
- 1991 - Ouverture de l'Aéroport de Metz-Nancy-Lorraine.
- 1999 - La population atteint 123 776 personnes.

## XXIesiècle

Arènes de Metz.

- Arènes de Metz.2002 - Ouverture des Arènes de Metz[25].
- 2006 - Mai: Championnats d'Europe de trampoline.
- 2007 - Début des travaux de Ligne à Grande Vitesse LGV Est européenne.
- 2008 - Élection de Dominique Gros au poste de maire.
- 2010
  - Le Centre Pompidou-Metz ouvre ses portes.
  - Marathon de Metz-Mirabelle.
- 2011 - La population atteint 119 962 personnes[26].
- 2012 - 6 juillet: passage du Tour de France à Metz.
- 2013 - Inauguration du Mettis, bus à haut niveau de service
- 2014 - Mars: élections municipales.
- 2015
  - Création des cantons de Metz-1, 2, and 3 à la suite du redécoupage cantonal de 2014 en France.
  - Décembre : Élections régionales de 2015 en Alsace-Champagne-Ardenne-Lorraine.
- 2016 - Metz entre dans la Région Grand Est.
- 2019 - Metz est la 12e ville la plus attractive de France selon le magazine Le Point[27].